# Africactenus
Africactenus là một chi nhện trong họ Ctenidae.